# Krivói Rog
Kryviy Rih (en ucraniano: Криви́й Ріг, romanizado: Kryvyi Rih, [krɪˈʋɪi̯ rʲiɦ] (escucharⓘ)) es una ciudad de Ucrania con importancia regional, perteneciente a la óblast de Dnipropetrovsk y capital del raión de Krivói Rog. En 2021 tenía una población estimada de 612 750 habitantes lo que la convierte en la octava ciudad más poblada del país y se extiende por 126 km de norte a sur.
Fundada en 1775, ha sido una importante fuente de recursos minerales y ha desempeñado un papel crucial en la historia y la economía de Ucrania.
La ciudad se encuentra en una zona montañosa con una topografía irregular que ha influido en su desarrollo y su nombre, que significa «cuerno torcido». Desde su fundación, ha experimentado un rápido crecimiento y se ha convertido en un importante centro industrial y minero en Ucrania y Europa del Este. Kriviy Rih es conocida por su producción de hierro, acero y carbón, así como por sus yacimientos de minerales de hierro y manganeso. Cuenta con varios museos, teatros y galerías de arte. Uno de los monumentos más emblemáticos de la ciudad es la estatua del minero, que rinde homenaje a los trabajadores de la industria minera de la región. La ciudad también es conocida por su equipo de fútbol, el FC Kriviy Rih.
Kryviy Rih es una ciudad con una rica historia, una fuerte infraestructura industrial y un rico patrimonio cultural. Con sus yacimientos de minerales y su importante papel en la economía de Ucrania, sigue siendo una ciudad vital y en constante evolución.

## Nombre y simbología

### Nombre
En su forma transliterada del ucraniano: Kryvyi Rih; en su forma transliterada del idioma ruso: Krivói Rog, el nombre de la ciudad significa literalmente «cuerno torcido». Los cosacos de Zaporiyia le dieron a la región este nombre en el siglo xviii, según la leyenda local, el primer pueblo en el área de la ciudad en la actualidad fue fundado por un cosaco «torcido» (jerga ucraniana para «tuerto») llamado Rih (Cuerno), pero el nombre probablemente deriva de la forma de la masa de tierra formada por la confluencia del río Saksahan con los Inhulets.

### Simbología
La simbología de la ciudad está compuesta por el escudo y la bandera de Kryviy Rih, la ciudad también tiene un logotipo oficial utilizado para el turismo.
Los símbolos aprobados en la resolución número 30 en la tercera sesión de la XXIII convocatoria el 20 de mayo de 1998. Las hojas de roble simbolizan el pasado, presente, futuro, su vínculo indisoluble y como forma natural viva, constante desarrollo y renovación. El verde representa prosperidad, libertad, esperanza y alegría; el rojo: coraje y virtud caballeresca, amor, coraje, generosidad; el oro: riqueza, poder y fidelidad y la plata: pureza de pensamiento y acciones.
El estandarte de Kryviy Rih es uno de los símbolos de la ciudad, un lienzo cuadrado rojo-verde representa el escudo de la ciudad.

El primer escudo de armas de la ciudad fue adoptado por la Asamblea de Zemstvo en 1912, pero nunca fue aprobado oficialmente, su reconstrucción se publicó en la colección «Kryvyi Rih en postales, documentos, fotografías». El escudo de la era soviética fue aprobado en 1972, el escudo está biselado a la derecha en azul y rojo. En la primera parte hay una planta química de plata, en la segunda, una mina de plata con montones de escombros.

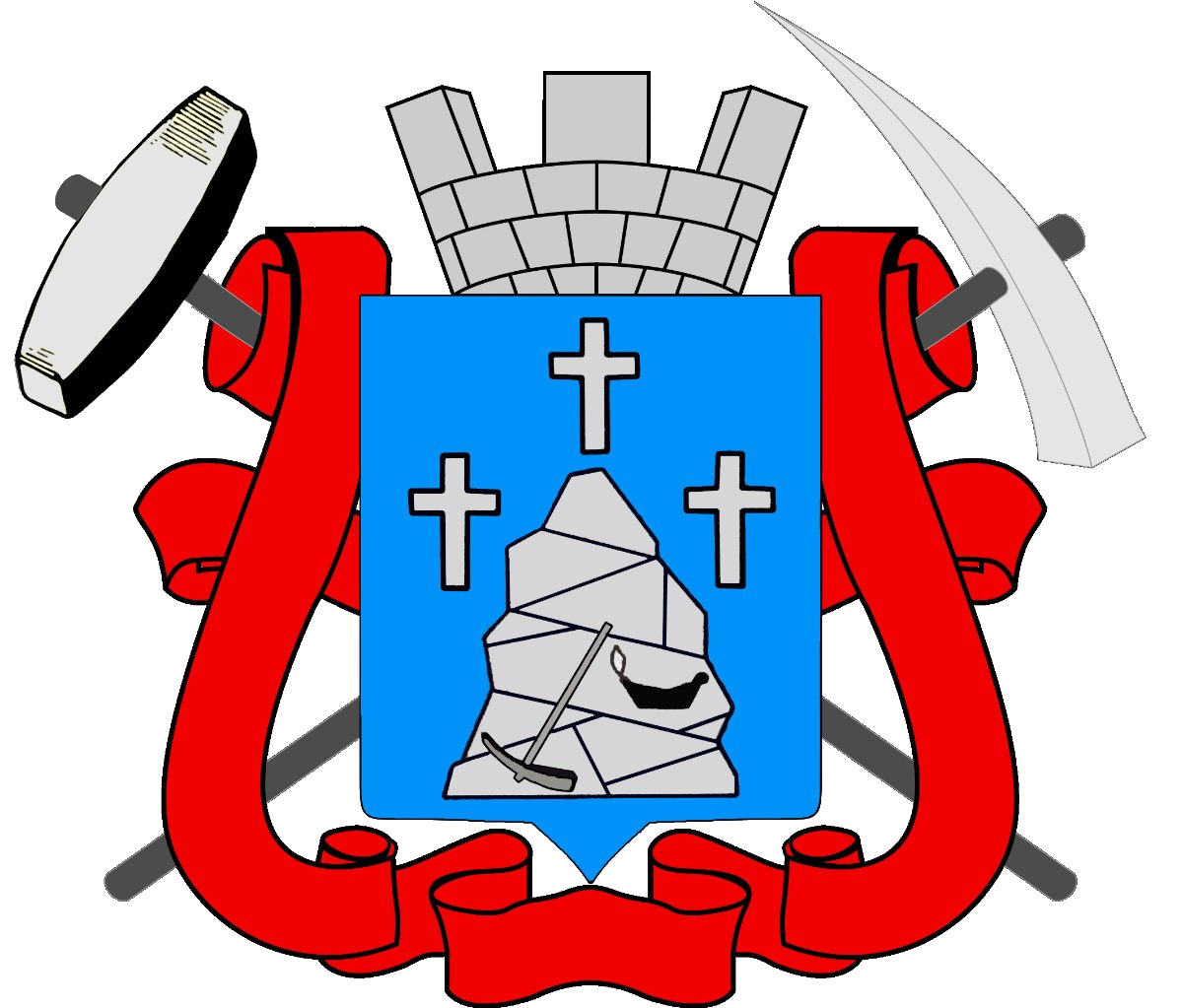
Escudo en el año 1912
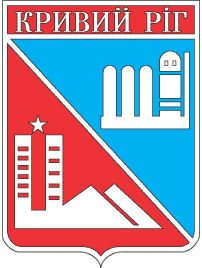
Escudo soviético
Actualidad
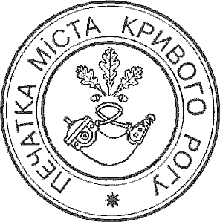
Sello de la ciudad
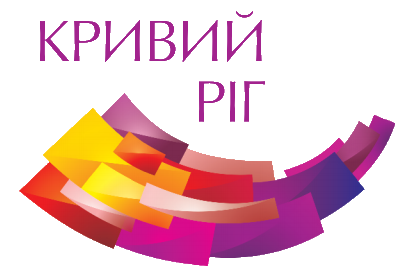
Logotipo de la ciudad

## Historia
| Pertenencias históricas |
| Fundación en 1775 - Sich de Zaporiyia 1775 - Imperio ruso: 1775-1917 - Gobernación de Nueva Rusia: 1764-1783 - Gobernación de Jersón: 1802-1917 - Ucrania: 1917-1921 - Rada central: 1917-1918 - Hetmanato: 1918 - Directorio: 1918-1919 - RRSU: 1919-1921 - Unión Soviética: 1921-1991 - RRSU - Ucrania: desde 1991 - Óblast de Dnipropetrovsk |

### Fundación
La ciudad fue fundada en el siglo XVII por los cosacos de Zaporiyia. La primera mención por escrito de Kryviy Rih data del 27 de abril de 1775.

### Imperio ruso

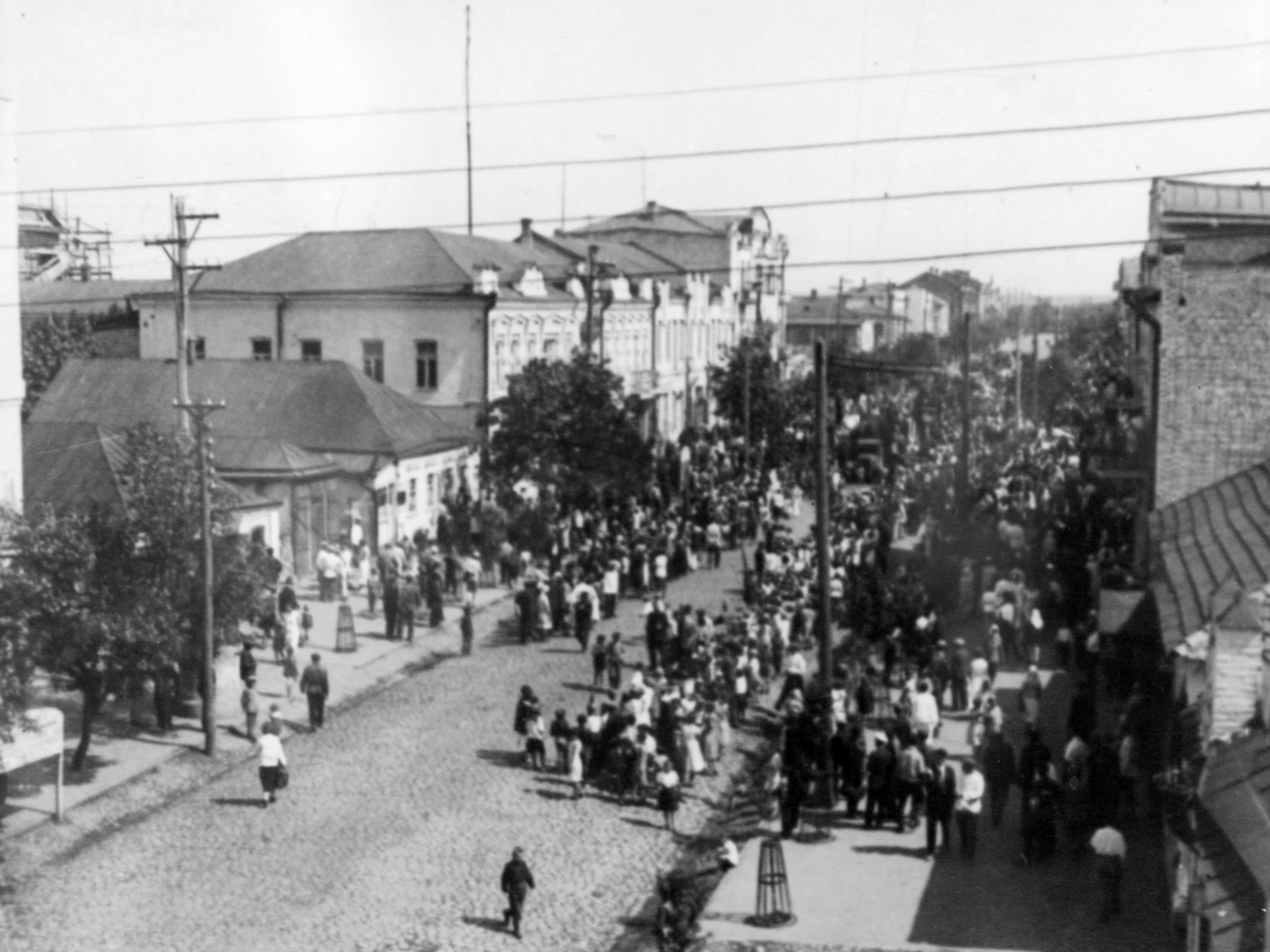
Calle principal de la ciudad a comienzos del

Tras la ocupación del imperio ruso, Catalina II ordenó la construcción de una fortaleza en la colina de la ciudad. La fortaleza fue construida para proteger a los colonos que se establecieron en la región y para asegurar el control sobre los recursos minerales de la zona. Los colonos que se establecieron en Kryviy Rih provenían de diferentes regiones del Imperio ruso, como Ucrania, Bielorrusia, Polonia y Rusia.
Inicialmente, la ciudad se centró en la agricultura, con la cría de ganado y la producción de cereales como las principales actividades económicas. Sin embargo, a principios del siglo XIX, se descubrieron grandes depósitos de hierro en la región y la ciudad comenzó a desarrollarse como un centro minero. Formó parte de la gobernación de Jersón, aunque se incorporó durante el siglo XX con áreas de Yekaterinoslav. El municipio comenzó a expandirse "a una velocidad asombrosa" a principios de la década de 1880. La urbanización de Kryviy Rih no fue planificada; la inversión francesa e inglesa llegó debido a un auge en la metalurgia, la minería del hierro y la investigación de ricos yacimientos de mineral de hierro. El edificio del ferrocarril Yekaterýninska en 1884, construido para el transporte de mineral al Donbás, convirtió a Kryviy Rih en una importante ciudad industrial que culminó en el estado de ciudad en 1919.

### Revolución ucraniana
En enero de 1918, como resultado de un levantamiento armado organizado por los bolcheviques locales en Kryviy Rih, se disolvieron los órganos locales del Consejo Central y se estableció el poder soviético. En febrero, se creó una República Soviética títere de Donetsk-Krivói Rog, pero esta entidad de jure no duró mucho y, de hecho, nunca se creó.
En febrero de 1918, el liderazgo de la República Popular de Ucrania concluyó el Tratado de Brest-Litovsk con Alemania. Según los acuerdos, partes de las tropas austrohúngaras aliadas con Alemania fueron introducidas en el territorio de Kryviy Rih para ayudar en la lucha contra el bolchevismo. El ejército entró en la ciudad el 27 de febrero. El 29 de marzo, los austrohúngaros ocuparon las afueras del norte de Kryviy Rih y dos días después finalmente tomaron el control de la ciudad. El Oberleutnant Heinrich Anton von Geltke fue nombrado comandante de Kryviy Rih.
Después de un breve período de poder del Directorio, a partir de enero de 1919, las autoridades de la RSS de Ucrania volvieron a operar en Kryviy Rih. El 26 de febrero se formó el distrito de Kryviy Rih con 30 raiones, que pasó a formar parte de la provincia de Katerynoslav donde Kryviy Rih recibió el estatus de ciudad.
El 9 de agosto, la ciudad fue capturada por las tropas del Ejército de Voluntarios al mando del general Denikin. En el otoño de 1919 y principios de 1920, Kryviy Rih cambió de manos varias veces. El 17 de enero de 1920, Kryviy Rih fue finalmente ocupada por las tropas del Ejército Rojo.

### Ucrania comunista

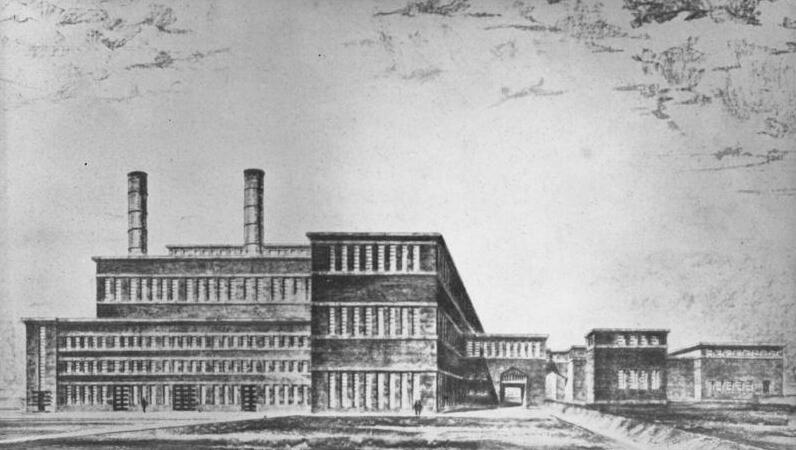
Estación AEG construida en 1930

Tras la guerra de independencia de Ucrania, Kryviy Rih se convirtió en parte de la República Socialista Soviética de Ucrania. A medida que la industria se expandía, la población de la ciudad también crecía, lo que llevó a una urbanización acelerada y a la construcción de nuevas infraestructuras, como viviendas, hospitales, escuelas y servicios públicos, en 1934 se construyó Kryvorizhstal, la primera de más de 500 fábricas. Durante la Segunda Guerra Mundial, Kryviy Rih fue ocupada por las fuerzas alemanas y sufrió una gran destrucción. La ciudad fue liberada por el Ejército Rojo en 1943 y comenzó la reconstrucción y recuperación. La industria minera y siderúrgica se desarrolló aún más después de la guerra, convirtiendo a Kryviy Rih en un importante centro de producción de acero y mineral de hierro. En 1957, la ciudad fue el escenario de una de las mayores tragedias mineras de la historia de la Unión Soviética. Un incendio en una mina de carbón causó la muerte de 108 mineros y resaltó la necesidad de mejorar las condiciones de seguridad en las minas. Durante la década de 1960, Kryviy Rih experimentó un gran desarrollo urbano, con la construcción de nuevos barrios residenciales y la expansión de la red de transporte. También se establecieron instituciones culturales, como el Teatro de Drama y el Museo de Historia Local. La década de 1980 fue un período de estancamiento económico en la Unión Soviética, y Kryviy Rih no fue una excepción. La disminución de la demanda de acero y otros productos minerales tuvo un impacto negativo en la economía de la ciudad, y muchos residentes comenzaron a emigrar a otras partes del país en busca de trabajo y mejores oportunidades.
En 1991, la Unión Soviética se disolvió y Ucrania declaró su independencia. Kryviy Rih se convirtió en parte de la nueva Ucrania independiente y tuvo que enfrentar los desafíos de la transición a una economía de mercado y una sociedad democrática.

### Ucrania independiente
Desde la independencia de Ucrania en 1991, Kryviy Rih ha experimentado cambios significativos en términos de su desarrollo económico y político. Como una de las ciudades más grandes de Ucrania y el centro industrial de la región de Dnipropetrovsk, Kryviy Rih ha sido un lugar clave para el crecimiento económico y la inversión extranjera en el país.
En la década de 1990, la ciudad se enfrentó a una serie de desafíos, incluyendo la caída de la economía nacional y la reducción de la demanda de productos metalúrgicos, que eran el motor de la economía de Kryviy Rih. A pesar de esto, la ciudad logró mantener su posición como uno de los principales centros industriales de Ucrania y como un importante puerto fluvial en el río Dniéper. En 1998, la ciudad se convirtió en el centro de la región de Dnipropetrovsk, lo que significó un mayor control administrativo y financiero. La creación de un centro económico y financiero en Kryviy Rih atrajo nuevas inversiones y empresas, y mejoró la infraestructura de la ciudad, incluyendo nuevas carreteras y edificios modernos. La década de 2000 vio un mayor crecimiento en la economía de Kryviy Rih, con el aumento de la producción de hierro y acero y la exportación de productos manufacturados. La ciudad se convirtió en un importante centro de producción de materiales de construcción y equipos de minería, y la inversión en infraestructura y tecnología aumentó significativamente. En 2014, Ucrania se enfrentó a una crisis política y económica que afectó gravemente a la región de Dnipropetrovsk. A pesar de los desafíos económicos y políticos, Kryviy Rih ha seguido creciendo y desarrollándose, y ha mantenido su posición como uno de los principales centros industriales y comerciales de Ucrania. Desde 2016, Kryviy Rih es posiblemente la principal ciudad de la industria siderúrgica de Europa del Este, siendo un gran centro de la región metalúrgica y minera de mineral de hierro de importancia mundial: Kryvbás (en ucraniano: Криворізький залізорудний басейн). La economía de la óblast es la tercera más grande de Ucrania. En 2019, la ciudad celebró su 250 aniversario y durante las celebraciones se realizaron importantes mejoras en la infraestructura de la ciudad, como la renovación de la plaza central y la restauración de varios edificios históricos. En la actualidad, Kryviy Rih sigue siendo una ciudad en constante evolución y crecimiento, con importantes inversiones en tecnología y desarrollo de la industria. La ciudad también ha visto un aumento en el turismo, con una serie de atractivos turísticos, incluyendo museos, monumentos y lugares históricos.
Kryviy Rih ha experimentado muchos cambios en los últimos 30 años, incluyendo desafíos económicos y políticos, pero ha mantenido su posición como uno de los principales centros industriales y comerciales de Ucrania. Con importantes inversiones en infraestructura y tecnología, la ciudad se ha adaptado a los cambios y ha logrado mantener su posición como una de las ciudades más importantes de Ucrania.

## Administración de la ciudad

### Gobierno local y organización territorial
La ciudad está administrada por el municipio de Kryviy Rih, que es una comunidad de la ciudad que está designada como un distrito separado dentro de su óblast.
Administrativamente, la ciudad se divide en raiones o distritos. Actualmente hay 7 distritos: Metalúrgico, Central, Ternív, Saksagan, Ingulets, Pokrovsk y Dovguintsivsk. Con la expansión de la ciudad se ha adherido a su territorio los siguientes municipios: Avangard, Horniatske, Ternovaty Kut, Kolomoitsevo y Novoivanivka.
Kryviy Rih tiene cuatro distritos electorales parlamentarios de mandato único completamente dentro de la ciudad, a través de los cuales se eligen miembros del parlamento para representar a la ciudad en el parlamento nacional de Ucrania. En las elecciones parlamentarias de Ucrania de 2014, las ganó el Bloque Petro Poroshenko y candidatos independientes con representación de Yuri Pavlov, Andriy Halchenko y Konstantin Usov. En los distritos plurinominales, la ciudad votó por el Bloque de Oposición, una unión de todas las fuerzas políticas que no apoyó al Euromaidán. En las elecciones parlamentarias de Ucrania de 2019, tres diputados locales representaban a los Sirvientes del Pueblo, el partido del presidente y nativo de la ciudad, Volodímir Zelenski, y un candidato independiente, Dmytro Shpenov.
| Administración gubernamental de Kryviy Rih |
| --- |
| - Períodos electorales: Cada 5 años - Próximas elecciones: - Centro administrativo: Ayuntamiento de Krivói Rog - Alcalde: Yuri Vilkul - Partido político: Perspectiva ucraniana |

| Mapa | Raión                  | Raión                    | Nombre en ucraniano | Superficie en km² | Habitantes | Habitantes por km² |
|      | 1                      | Raión de Ternív          | Тернівський район   | 76,2              | 82 800     | 1 086              |
| 2    | Raión de Pokrov        | Покровський район        | 59,5                | 126 700           | 2 253      |                    |
| 3    | Raión de Saksagan      | Саксаганський район      | 39,2                | 141 000           | 3 596      |                    |
| 4    | Raión central          | Центрально-Міський район | 66,42               | 87 373            | 1 357      |                    |
| 5    | Raión de Dovguintsivsk | Довгинцівський район     | 32                  | 102 306           | 3 197      |                    |
| 6    | Raión metalúrgico      | Металургійний район      | 51,9                | 65 600            | 1 264      |                    |
| 7    | Raión de Inguletsk     | Інгулецький район        | 105                 | 59 000            | 561,9      |                    |
| ---- | ---------------------- | ------------------------ | ------------------- | ----------------- | ---------- | ------------------ |

## Geografía

### Clima
Kryviy Rih experimenta un clima continental seco cálido de verano cálido (Dfa) según el sistema de clasificación climática de Köppen, como gran parte del sur de Ucrania. Esto tiende a generar veranos cálidos e inviernos fríos con precipitaciones relativamente bajas. Las nevadas no son comunes en la ciudad, debido al efecto de calentamiento urbano. Sin embargo, los distritos que rodean la ciudad reciben más nieve y las carreteras que salen de la ciudad pueden cerrarse debido a la nieve.
| Parámetros climáticos promedio de Krivói Rog (1991–2020, extremas 1948–presente) | Parámetros climáticos promedio de Krivói Rog (1991–2020, extremas 1948–presente) | Parámetros climáticos promedio de Krivói Rog (1991–2020, extremas 1948–presente) | Parámetros climáticos promedio de Krivói Rog (1991–2020, extremas 1948–presente) | Parámetros climáticos promedio de Krivói Rog (1991–2020, extremas 1948–presente) | Parámetros climáticos promedio de Krivói Rog (1991–2020, extremas 1948–presente) | Parámetros climáticos promedio de Krivói Rog (1991–2020, extremas 1948–presente) | Parámetros climáticos promedio de Krivói Rog (1991–2020, extremas 1948–presente) | Parámetros climáticos promedio de Krivói Rog (1991–2020, extremas 1948–presente) | Parámetros climáticos promedio de Krivói Rog (1991–2020, extremas 1948–presente) | Parámetros climáticos promedio de Krivói Rog (1991–2020, extremas 1948–presente) | Parámetros climáticos promedio de Krivói Rog (1991–2020, extremas 1948–presente) | Parámetros climáticos promedio de Krivói Rog (1991–2020, extremas 1948–presente) | Parámetros climáticos promedio de Krivói Rog (1991–2020, extremas 1948–presente) |
| Mes                                                                              | Ene.                                                                             | Feb.                                                                             | Mar.                                                                             | Abr.                                                                             | May.                                                                             | Jun.                                                                             | Jul.                                                                             | Ago.                                                                             | Sep.                                                                             | Oct.                                                                             | Nov.                                                                             | Dic.                                                                             | Anual                                                                            |
| -------------------------------------------------------------------------------- | -------------------------------------------------------------------------------- | -------------------------------------------------------------------------------- | -------------------------------------------------------------------------------- | -------------------------------------------------------------------------------- | -------------------------------------------------------------------------------- | -------------------------------------------------------------------------------- | -------------------------------------------------------------------------------- | -------------------------------------------------------------------------------- | -------------------------------------------------------------------------------- | -------------------------------------------------------------------------------- | -------------------------------------------------------------------------------- | -------------------------------------------------------------------------------- | -------------------------------------------------------------------------------- |
| Temp. máx. abs. (°C)                                                             | 15.0                                                                             | 18.9                                                                             | 23.5                                                                             | 31.8                                                                             | 35.8                                                                             | 36.4                                                                             | 38.6                                                                             | 39.6                                                                             | 36.4                                                                             | 31.7                                                                             | 21.7                                                                             | 15.3                                                                             | 39.6                                                                             |
| Temp. máx. media (°C)                                                            | -0.7                                                                             | 1.0                                                                              | 7.2                                                                              | 15.9                                                                             | 22.2                                                                             | 26.2                                                                             | 28.7                                                                             | 28.4                                                                             | 22.2                                                                             | 14.5                                                                             | 6.3                                                                              | 1.1                                                                              | 14.4                                                                             |
| Temp. media (°C)                                                                 | -3.4                                                                             | -2.4                                                                             | 2.7                                                                              | 10.2                                                                             | 16.3                                                                             | 20.3                                                                             | 22.6                                                                             | 22.0                                                                             | 16.3                                                                             | 9.5                                                                              | 3.0                                                                              | -1.5                                                                             | 9.6                                                                              |
| Temp. mín. media (°C)                                                            | -6.0                                                                             | -5.3                                                                             | -1.2                                                                             | 4.8                                                                              | 10.5                                                                             | 14.5                                                                             | 16.4                                                                             | 15.9                                                                             | 10.8                                                                             | 5.3                                                                              | 0.2                                                                              | -3.9                                                                             | 5.2                                                                              |
| Temp. mín. abs. (°C)                                                             | -31.1                                                                            | -27.3                                                                            | -21.0                                                                            | -8.9                                                                             | -2.6                                                                             | 2.8                                                                              | 7.3                                                                              | 2.8                                                                              | -3.7                                                                             | -10.0                                                                            | -18.1                                                                            | -24.5                                                                            | -31.1                                                                            |
| Precipitación total (mm)                                                         | 30                                                                               | 27                                                                               | 31                                                                               | 33                                                                               | 48                                                                               | 61                                                                               | 52                                                                               | 35                                                                               | 39                                                                               | 32                                                                               | 34                                                                               | 33                                                                               | 455                                                                              |
| Días de lluvias (≥ 1 mm)                                                         | 9                                                                                | 7                                                                                | 11                                                                               | 9                                                                                | 14                                                                               | 12                                                                               | 12                                                                               | 7                                                                                | 9                                                                                | 12                                                                               | 14                                                                               | 9                                                                                | 125                                                                              |
| Días de nevadas (≥ 1 mm)                                                         | 14                                                                               | 13                                                                               | 7                                                                                | 1                                                                                | 0                                                                                | 0                                                                                | 0                                                                                | 0                                                                                | 0                                                                                | 0.2                                                                              | 4                                                                                | 12                                                                               | 51                                                                               |
| Humedad relativa (%)                                                             | 86.8                                                                             | 84.2                                                                             | 79.0                                                                             | 66.0                                                                             | 62.0                                                                             | 66.8                                                                             | 64.0                                                                             | 61.4                                                                             | 67.8                                                                             | 76.2                                                                             | 86.2                                                                             | 87.9                                                                             | 74.0                                                                             |
| Fuente n.º 1: Pogoda.ru.net                                                      |                                                                                  |                                                                                  |                                                                                  |                                                                                  |                                                                                  |                                                                                  |                                                                                  |                                                                                  |                                                                                  |                                                                                  |                                                                                  |                                                                                  |                                                                                  |
| Fuente n.º 2: World Meteorological Organization (humedad 1981–2010)              |                                                                                  |                                                                                  |                                                                                  |                                                                                  |                                                                                  |                                                                                  |                                                                                  |                                                                                  |                                                                                  |                                                                                  |                                                                                  |                                                                                  |                                                                                  |

### Demografía
La ciudad de Kryviy Rih cuenta con una población de aproximadamente 650 000 habitantes, la región metropolitana de la ciudad tenía una población de más de 1 010 000 habitantes en 2010. La ciudad ha experimentado un crecimiento constante a lo largo de los años, pero desde el colapso de la Unión Soviética en 1991, ha habido una disminución en la tasa de crecimiento de la población.
La mayoría de la población de Kryviy Rih son ucranianos étnicos, aunque también hay una minoría de rusos étnicos y otras minorías étnicas, incluyendo bielorrusos, tártaros de Crimea y otros grupos. La ciudad también tiene una gran cantidad de migrantes internos de otras regiones de Ucrania, atraídos por las oportunidades de empleo en la industria minera y metalúrgica de la región. En términos de edad, la población de Kryviy Rih está envejeciendo, con una proporción cada vez mayor de personas mayores de 60 años y una disminución en la proporción de jóvenes menores de 25 años. Esto se debe en parte a la disminución de la tasa de natalidad y al aumento de la esperanza de vida en la ciudad. En cuanto a la estructura familiar, la mayoría de los hogares en Kryviy Rih son familias nucleares, con una media de 2-3 personas por hogar. Sin embargo, también hay una cantidad significativa de hogares unipersonales, especialmente entre la población mayor de 60 años. La educación es importante para la población de Kryviy Rih, y la ciudad cuenta con una gran cantidad de instituciones educativas, incluyendo escuelas primarias y secundarias, así como varias universidades y colegios técnicos. La tasa de alfabetización en la ciudad es alta, con una gran proporción de la población que tiene educación secundaria y superior.
En cuanto al idioma, el ucraniano es el idioma oficial en la ciudad, aunque también se habla ruso y otras lenguas minoritarias. La ciudad cuenta con una gran cantidad de medios de comunicación, incluyendo periódicos, estaciones de radio y televisión en ambos idiomas. En cuanto a la religión, la mayoría de la población de Kryviy Rih sigue la Iglesia Ortodoxa Ucraniana, aunque también hay una presencia significativa de otras denominaciones cristianas, así como de otras religiones, como el islam.

## Infraestructura

### Educación
La educación en Kryviy Rih es un aspecto importante de la vida de la ciudad. La ciudad cuenta con una serie de instituciones educativas que proporcionan una educación de alta calidad a los estudiantes de la ciudad y de la región.
Una de las instituciones educativas más destacadas de Kryviy Rih es la Universidad Nacional de Minería de Ucrania. La universidad se especializa en la formación de profesionales en los campos de la minería, la geología, la energía y la informática. La universidad cuenta con una facultad altamente capacitada y una infraestructura moderna que permite a los estudiantes recibir una educación de alta calidad. Además de la Universidad Nacional de Minería de Ucrania, la ciudad cuenta con una serie de instituciones educativas técnicas y profesionales que ofrecen una amplia gama de programas de formación. Estas instituciones incluyen el Colegio Técnico Estatal de Kryviy Rih, el Colegio Médico Estatal de Kryviy Rih y el Colegio Agrícola Estatal de Kryviy Rih.
Además de estas instituciones, la ciudad cuenta con una serie de escuelas primarias y secundarias que proporcionan una educación de alta calidad a los estudiantes de la ciudad. Las escuelas en Kryviy Rih cuentan con una facultad altamente capacitada y una amplia gama de recursos educativos para asegurar que los estudiantes reciban una educación completa y equilibrada. La ciudad también cuenta con una serie de instituciones educativas privadas que ofrecen programas de formación en una variedad de disciplinas. Estas instituciones incluyen la Escuela Internacional de Kryviy Rih, que se especializa en la formación de estudiantes internacionales, y la Escuela Privada de Arte de Kryviy Rih, que ofrece programas de formación en artes y diseño. Además de la educación formal, la ciudad cuenta con una serie de organizaciones y grupos que promueven la educación y el aprendizaje en la comunidad. Una de estas organizaciones es la Asociación de Educadores de Kryviy Rih, que promueve la educación y el desarrollo profesional de los educadores en la ciudad y la región.
La educación en Kryviy Rih es una prioridad para la ciudad y su comunidad. La ciudad cuenta con una serie de instituciones educativas que proporcionan una educación de alta calidad a los estudiantes de la ciudad y de la región. Además, la ciudad cuenta con una serie de organizaciones y grupos que promueven la educación y el aprendizaje en la comunidad. Estos recursos educativos son una parte integral de la vida de la ciudad y reflejan el compromiso de la ciudad con la educación y el desarrollo de su comunidad.

### Turismo
Kryviy Rih es una ciudad en Ucrania que ofrece una gran variedad de atracciones turísticas y actividades para los visitantes. Con su rica historia y cultura, paisajes impresionantes y una gran cantidad de lugares de interés, Kryviy Rih es una excelente opción para aquellos que buscan explorar una ciudad vibrante y emocionante. Uno de los principales atractivos turísticos de Kryviy Rih es su rica historia y cultura. La ciudad cuenta con numerosos museos y galerías de arte, así como monumentos y edificios históricos que datan de siglos atrás. Entre los lugares más destacados se encuentran el Museo de Historia y Cultura de Kryviy Rih, el Museo de Arte y el Museo de la Guerra Patria. Estos lugares ofrecen una visión fascinante de la historia y la cultura de la ciudad y son un gran lugar para visitar si se quiere aprender más sobre la historia de Kryviy Rih.
Otro aspecto importante del turismo en Kryviy Rih son sus hermosos paisajes y entornos naturales. La ciudad está rodeada por una gran cantidad de lagos y ríos, así como montañas y bosques, lo que la convierte en un lugar ideal para los amantes de la naturaleza. Los visitantes pueden disfrutar de actividades como senderismo, ciclismo, pesca y esquí, y pueden explorar algunos de los lugares más impresionantes de la región, como el Parque Nacional de Kremenchuk.
Durante todo el año, la ciudad acoge una gran cantidad de festivales y eventos que celebran la cultura y las tradiciones de la región. Entre ellos se encuentran el Festival de Jazz de Kryviy Rih, el Festival de Cerveza de Kryviy Rih y el Festival de la Vendimia. Estos eventos ofrecen una gran oportunidad para los visitantes de sumergirse en la cultura local y disfrutar de algunas de las mejores experiencias culinarias y musicales de la región. La ciudad de Kryviy Rih también ofrece una gran variedad de opciones de alojamiento para los turistas. Desde hoteles de lujo hasta hostales económicos, la ciudad cuenta con una gran variedad de opciones de alojamiento para todos los presupuestos y gustos. Además, la ciudad está bien conectada por carretera y transporte público, lo que facilita el desplazamiento de un lugar a otro.

### Economía
La economía de Kryviy Rih se basa en gran medida en la industria minera y metalúrgica. En la ciudad se encuentra una de las mayores minas de hierro del mundo y cuenta con una serie de grandes empresas metalúrgicas, como la planta metalúrgica de Kryviy Rih. Estas empresas son una parte integral de la economía de la ciudad y generan una gran cantidad de empleos y riqueza para la comunidad. La ciudad cuenta con una serie de empresas y pequeñas empresas en una variedad de industrias. Estas incluyen la fabricación de maquinaria y equipos, la producción de alimentos y bebidas, y la construcción. La diversidad de la economía de Kryviy Rih ayuda a proteger a la ciudad de los cambios en la demanda de cualquier industria en particular y proporciona una base sólida para el crecimiento y la prosperidad.
La ciudad también es un importante centro de transporte y logística. La ubicación de la ciudad en el centro de Ucrania la convierte en un punto de conexión clave entre las regiones occidentales y orientales del país. La ciudad cuenta con una red de carreteras y ferrocarriles bien desarrollada, así como un aeropuerto internacional que proporciona conexiones con otras ciudades importantes en Ucrania y en el extranjero.
La presencia de una fuerza laboral altamente capacitada y capacitada es un factor clave en el éxito económico de Kryviy Rih. La ciudad cuenta con una serie de instituciones educativas de alta calidad que proporcionan una formación especializada en una variedad de campos, incluida la minería, la metalurgia, la ingeniería y la informática. Estos trabajadores altamente capacitados son esenciales para mantener la competitividad de las empresas en la ciudad y garantizar su éxito a largo plazo.
La ciudad también cuenta con una serie de iniciativas de desarrollo económico y empresarial. Estas incluyen programas de apoyo a pequeñas y medianas empresas, incentivos fiscales para nuevas empresas y proyectos de inversión, y la promoción de la innovación y el emprendimiento. Estas iniciativas ayudan a fomentar la creación de empleo y atraer nuevas inversiones a la ciudad.
Además, la ciudad ha experimentado un auge en el turismo en los últimos años. Kryviy Rih cuenta con una serie de atracciones turísticas, como el Museo de Historia Local y la Catedral de San Miguel Arcángel, que atraen a visitantes de todo el país y del extranjero. El turismo es una importante fuente de ingresos para la ciudad y proporciona oportunidades para las empresas locales que operan en la industria de servicios.
En resumen, la economía de Kryviy Rih es diversa y robusta, con una fuerte presencia en la industria minera y metalúrgica, así como en una variedad de otras industrias. La ciudad es un importante centro de transporte y logística, cuenta con una fuerza laboral altamente capacitada y capacitada, y ha implementado una serie de iniciativas de desarrollo económico y empresarial para promover el crecimiento y la prosperidad. El turismo también ha emergido como una importante fuente de ingresos para la ciudad. En conjunto, estos factores hacen de Kryviy Rih un lugar atractivo para la inversión y el crecimiento.

### Transporte

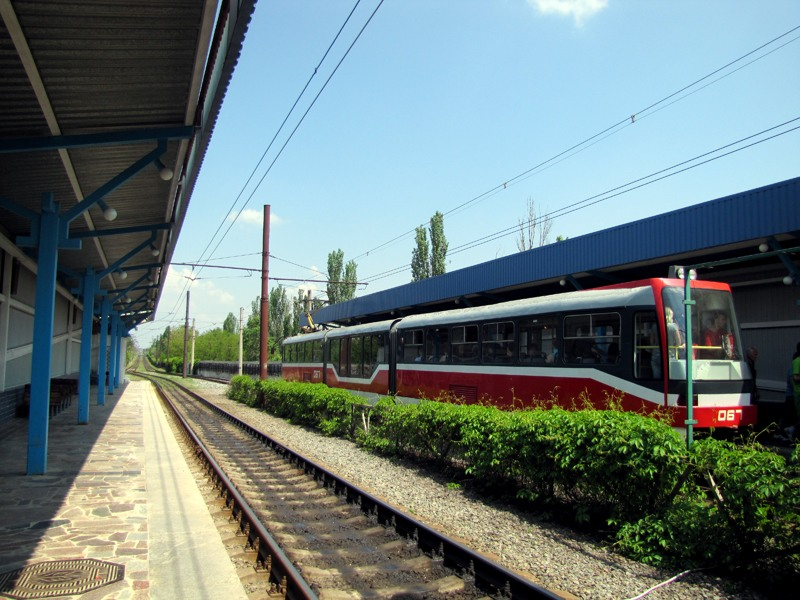
Tranvía de Kryviy Rih

El transporte en Kryviy Rih es un aspecto clave de la infraestructura de la ciudad y es vital para la vida diaria de sus residentes. La ciudad cuenta con una amplia variedad de opciones de transporte, que incluyen transporte público, taxis, bicicletas y coches particulares. El transporte público en Kryviy Rih es proporcionado principalmente por autobuses, trolebuses y tranvías. La ciudad cuenta con una amplia red de rutas de transporte público que cubren todas las áreas de la ciudad, incluidos los barrios residenciales y el centro de la ciudad. El sistema de transporte público de Kryviy Rih es bastante eficiente y confiable, con un horario regular y frecuentes servicios. Además, el costo del transporte público en la ciudad es bastante asequible, lo que lo hace accesible para la mayoría de los residentes.
Otra opción popular de transporte en Kryviy Rih es el taxi. La ciudad cuenta con una serie de empresas de taxis privadas que ofrecen servicios las 24 horas del día. Los taxis son una opción conveniente para aquellos que necesitan un transporte rápido y directo, y también son una opción popular para los visitantes de la ciudad.
El uso de bicicletas también es cada vez más popular en Kryviy Rih. La ciudad cuenta con una serie de rutas para bicicletas que permiten a los residentes y visitantes moverse por la ciudad de manera ecológica y saludable. Además, el alquiler de bicicletas está disponible en varios lugares de la ciudad, lo que hace que el uso de bicicletas sea accesible para todos. En cuanto al transporte privado, los residentes de Kryviy Rih suelen utilizar coches particulares como medio de transporte. La ciudad cuenta con una red de carreteras bien desarrollada y una serie de aparcamientos en las principales áreas de la ciudad. Sin embargo, el tráfico en la ciudad puede ser intenso en horas punta, lo que hace que el transporte público sea una opción más conveniente para aquellos que buscan evitar el tráfico y los problemas de aparcamiento.
Además de estas opciones de transporte, la ciudad también cuenta con un aeropuerto internacional que conecta Kryviy Rih con otras ciudades importantes en Ucrania y en el extranjero. El aeropuerto es un importante punto de entrada y salida para los visitantes de la ciudad y también es utilizado por los residentes para viajar a destinos nacionales e internacionales.

## Cultura

### Museos y galerías
La ciudad cuenta con una serie de museos y galerías que reflejan la diversidad y la riqueza del patrimonio cultural de la ciudad.
Uno de los museos más destacados de Kryviy Rih es el Museo Regional de Historia y Cultura. El museo está dedicado a preservar y mostrar la historia y la cultura de la región de Kryviy Rih. La colección del museo incluye artefactos y objetos relacionados con la historia de la ciudad, así como exhibiciones sobre la vida y la cultura de la región. Otro museo importante en la ciudad es el Museo de Arte de Kryviy Rih. El museo cuenta con una colección de arte que incluye obras de artistas locales y nacionales, así como de artistas internacionales. La colección del museo incluye pinturas, esculturas y otros objetos de arte, y es un testimonio de la rica tradición artística de la ciudad.
Además de los museos, Kryviy Rih cuenta con una serie de galerías de arte. Una de las galerías más destacadas es la Galería de Arte "Mir". La galería se encuentra en el centro de la ciudad y presenta una variedad de exposiciones de artistas locales e internacionales. La galería también organiza eventos culturales y artísticos, incluyendo conciertos, charlas y talleres. Otra galería importante en la ciudad es la Galería de Arte "Artefacto". La galería se centra en la promoción de artistas emergentes y en la organización de exposiciones y eventos culturales. La galería también cuenta con una tienda donde se pueden comprar obras de arte y objetos de diseño.
Además de estas galerías y museos, la ciudad cuenta con una serie de espacios culturales y de exposición que acogen eventos culturales y artísticos. Uno de estos espacios es el Centro de Exposiciones de Kryviy Rih, que acoge exposiciones de arte y eventos culturales durante todo el año.

En general, la ciudad de Kryviy Rih cuenta con una rica tradición cultural y una serie de museos y galerías que reflejan esta diversidad y riqueza cultural. Los museos y galerías de arte son una parte integral de la vida cultural de la ciudad, y son una forma importante de preservar y promover la historia y la cultura de la región. Los visitantes de Kryviy Rih pueden explorar la rica historia y cultura de la ciudad a través de estos museos y galerías, y experimentar la vibrante vida cultural de la ciudad.

Plaza del arte
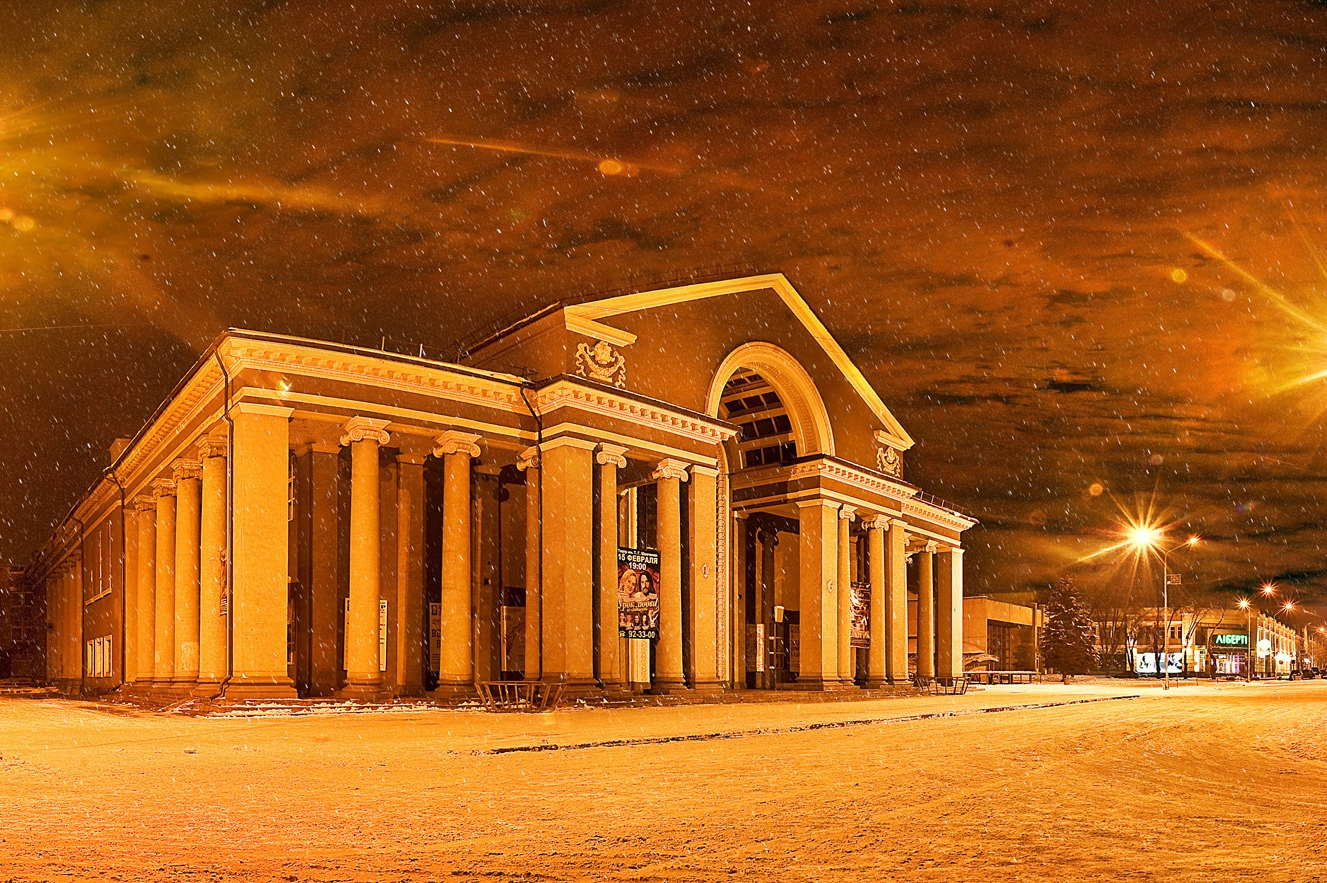
Teatro de Shevchenko

### Arquitectura

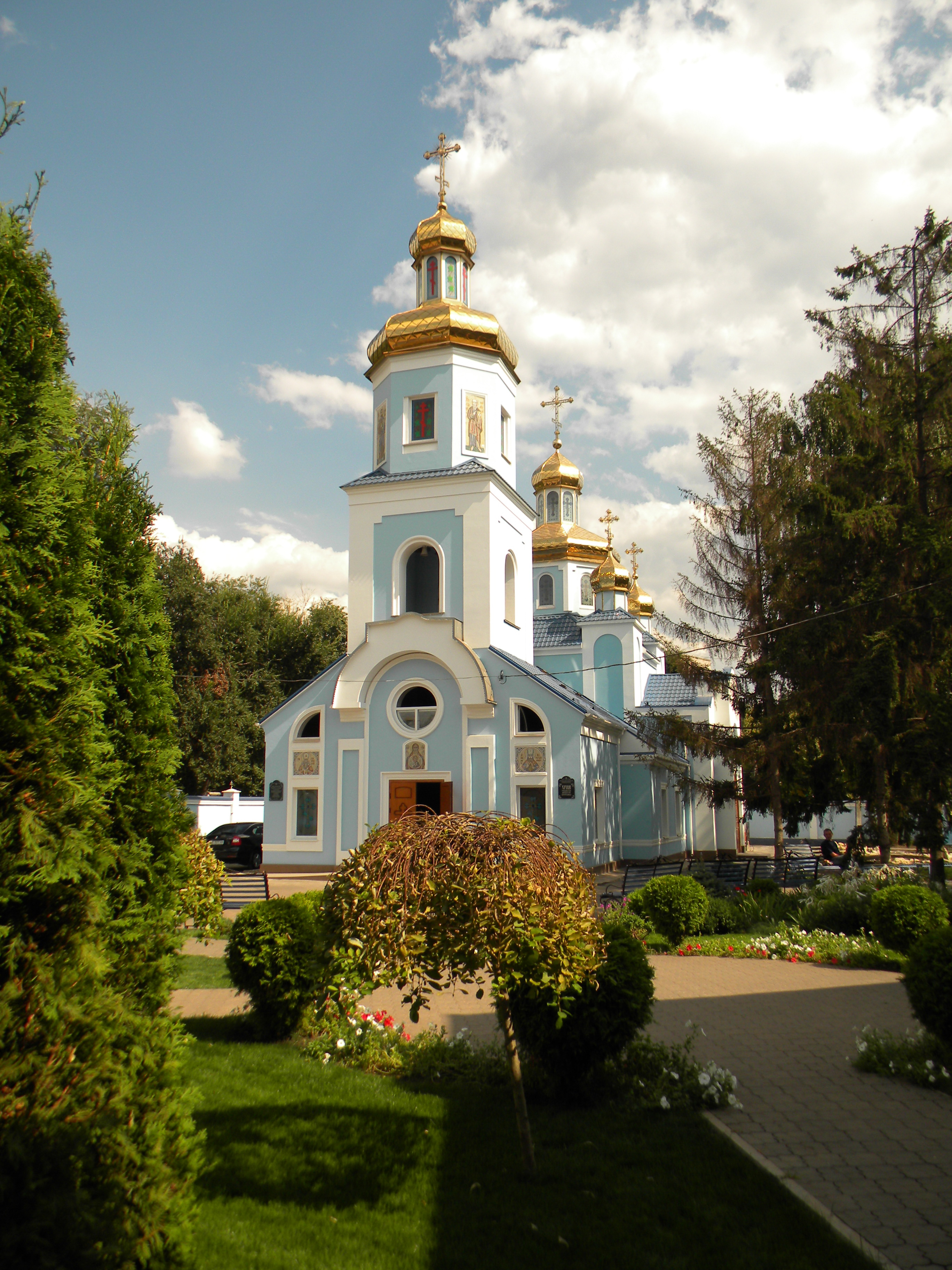
Iglesia de la natividad de Thetokos

Kryviy Rih es una ciudad ucraniana con una rica historia arquitectónica. Fundada en el siglo XVII, la ciudad ha sido influenciada por una variedad de estilos arquitectónicos a lo largo de los siglos, desde la arquitectura clásica hasta la arquitectura soviética.
Uno de los monumentos arquitectónicos más destacados de la ciudad es el edificio del Ayuntamiento, que data del siglo XIX. El edificio presenta elementos de la arquitectura neogótica y está ubicado en el centro de la ciudad, en la Plaza de la Libertad. El edificio del Ayuntamiento es uno de los lugares más visitados de la ciudad, y es un lugar popular para eventos culturales y ceremonias públicas.
Otro lugar destacado de la arquitectura en Kryviy Rih es el Teatro Dramático de la ciudad, que fue construido en el siglo XIX y renovado en la década de 1960. El teatro presenta elementos de la arquitectura neoclásica y se encuentra en el corazón del centro histórico de la ciudad. Es uno de los lugares culturales más importantes de la ciudad y es sede de una gran cantidad de eventos culturales y artísticos.
La Iglesia de San Miguel es otro monumento arquitectónico destacado en Kryviy Rih. La iglesia, que data del siglo XIX, es un ejemplo de la arquitectura neobizantina y es uno de los lugares religiosos más importantes de la ciudad. La iglesia cuenta con una impresionante cúpula dorada y una fachada ornamental, y es un lugar popular para ceremonias religiosas y eventos culturales.
Además de estos monumentos destacados, la ciudad de Kryviy Rih cuenta con una gran cantidad de edificios y estructuras históricas que reflejan la rica historia de la ciudad. La estación de ferrocarril, por ejemplo, es un ejemplo de la arquitectura soviética y cuenta con elementos del estilo constructivista. El edificio del cine "Mir" es otro ejemplo de la arquitectura soviética y es un lugar popular para eventos culturales y festivales de cine.
La ciudad también cuenta con un número de edificios residenciales históricos, muchos de los cuales fueron construidos en el siglo XIX y principios del siglo XX. Estos edificios presentan elementos de la arquitectura neoclásica y del Art Nouveau, y son un testimonio del rico patrimonio arquitectónico de la ciudad.
Además de los edificios históricos, la ciudad cuenta con una serie de estructuras modernas y contemporáneas. Uno de los ejemplos más destacados es el Palacio de los Deportes de Kryviy Rih, un moderno complejo deportivo y de entretenimiento que fue construido en 2011. El Palacio de los Deportes es un ejemplo de la arquitectura contemporánea y cuenta con una impresionante fachada de vidrio y metal.
Otro ejemplo de la arquitectura contemporánea en la ciudad es el centro comercial "Marmelad", que fue construido en 2015. El centro comercial cuenta con una impresionante fachada de vidrio y es uno de los lugares de compras más populares de la ciudad.

### Deporte

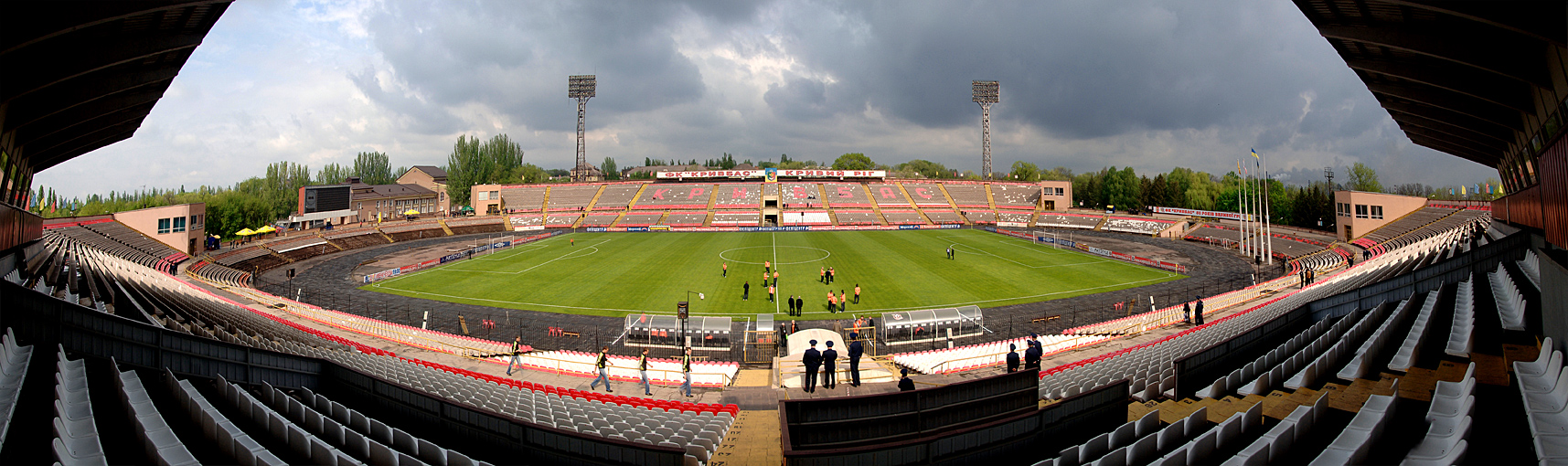
Estadio Metalurg

Kryviy Rih es una ciudad ucraniana que destaca por su rica cultura deportiva. Desde los deportes más populares, como el fútbol y el baloncesto, hasta deportes menos conocidos, como la lucha libre y el sambo, la ciudad cuenta con una amplia variedad de opciones para aquellos interesados en el deporte.
El fútbol es uno de los deportes más populares en Kryviy Rih, y el equipo local, FC Kryvbas, juega en la Liga Premier. El estadio del equipo, el Metalurg, puede albergar a más de 10 000 espectadores. Además del fútbol, la ciudad cuenta con una gran cantidad de equipos de baloncesto, voleibol, balonmano y hockey sobre hielo. Los equipos locales participan en competiciones nacionales y regionales. Kryviy Rih cuenta con un complejo deportivo moderno llamado "Sport Life", que cuenta con piscinas, gimnasios, pistas de tenis y salas de entrenamiento. También hay otros centros deportivos en la ciudad que ofrecen una amplia variedad de deportes y actividades físicas.
La ciudad es conocida por su tradición en deportes de lucha, especialmente en lucha libre y sambo. La ciudad ha producido muchos campeones nacionales y olímpicos en estos deportes. La ciudad cuenta con varios gimnasios y centros de entrenamiento que ofrecen clases y entrenamiento para los interesados en estos deportes. Además de los deportes organizados, la ciudad cuenta con una gran cantidad de parques y espacios verdes que son ideales para correr y hacer ejercicio al aire libre. El parque Shevchenko es uno de los más populares para hacer ejercicio y cuenta con una pista de atletismo y canchas de deportes.
La ciudad también cuenta con una piscina olímpica, que se utiliza para la natación y otros deportes acuáticos. Además, hay una serie de instalaciones para deportes acuáticos en la ciudad, incluyendo canoas, kayaks y botes a pedales. Kryviy Rih celebra regularmente eventos deportivos, incluyendo carreras y eventos de atletismo, torneos de tenis y de otros deportes organizados. La ciudad también es sede de muchos eventos deportivos a nivel nacional e internacional. En la ciudad también hay varios clubes deportivos y escuelas que ofrecen entrenamiento para niños y jóvenes. Estos clubes y escuelas ayudan a fomentar el amor por el deporte y a desarrollar talentos jóvenes en una variedad de deportes. Además de los deportes tradicionales, la ciudad también ofrece una amplia variedad de actividades físicas y deportes alternativos. La escalada, el yoga y el pilates son algunos ejemplos de los deportes que se pueden practicar en la ciudad.
Kryviy Rih es también un lugar popular para los deportes de invierno, como el esquí y el snowboard. Hay varias pistas de esquí cerca del núcleo urbano y en la ciudad hay numerosos equipos de esquí y de snowboard.
La ciudad también tiene un equipo de hockey sobre hielo, el HC Krivbass, que juega en la liga de hockey sobre hielo de Ucrania.

### Ciudades hermanadas
| Ciudades con un acuerdo de hermanamiento |
| - Handan - Rustavi                       |
| Ciudades con un acuerdo de cooperación   |
| - Miskolc - Lublin - Košice              |